# Peter Muir
Peter G. Muir (* 31. Januar 1957 in Winnipeg, Manitoba, Kanada) ist ein kanadischer Rechtsanwalt, Bergsteiger, Kletterer, Skifahrer, ehemaliger Präsident des Alpine Club of Canada (ACC) und seit 2020 Präsident der Union Internationale des Associations d’Alpinisme (UIAA).

## Leben
Muir studierte Jura und beendete 1984 sein Studium an der Robson Hall Law School in Winnipeg. Er ist in Kanada als Finanz- und Wirtschaftsanwalt tätig. Er ist Mitglied des Alpine Club of Canada und wirkte während mehr als 16 Jahren im ACC National Board (deutsch etwa: Nationaler Vorstand) des ACC mit. Von 2010 bis 2015 war er Präsident des ACC. Am 24. Oktober 2020 wurde er zum Nachfolger von Frits Vrijlandt als Präsident der Union Internationale des Associations d’Alpinisme (UIAA) gewählt. Er ist damit, nach Mike Mortimer, der zweite Kanadier, der dieses Amt innehat.
2015 wurde er für sein langjähriges, vielfältiges und verdienstvolles Engagement vom ACC mit dem A. O. Wheeler-Legacy-Award ausgezeichnet.

## Auszeichnungen
- 2001: Alpine Club of Canada „Distinguished Service Award“
- 2015: A. O. Wheeler-Legacy-Award für außergewöhnliche und vielfältige Verdienste zugunsten des ACC über viele Jahre hinweg.[3]